# Chiesa di Santo Stefano Protomartire (Robbio)
La chiesa di Santo Stefano Protomartire, o più semplicemente chiesa di Santo Stefano, è la parrocchiale di Robbio, in provincia di Pavia e arcidiocesi di Vercelli; fa parte del vicariato di Robbio.

## Storia
L'antica pieve robbiese verso la metà del Settecento si rivelò insufficiente a soddisfare le esigenze dei fedeli e, così, si decise di costruire al suo posto una chiesa di maggiori dimensioni.

Nel 1750 iniziarono gli scavi per le fondamenta, ma poi l'opera si interruppe sino al 1765, anno in cui venne posta la prima pietra; la nuova parrocchiale, una volta terminata, fu consacrata il 20 settembre 1795 dall'arcivescovo di Vercelli Carlo Giuseppe Filippa della Martiniana.
Nel XIX secolo vennero eseguite le decorazioni dell'interno e la chiesa fu interessata da un intervento di restauro tra il 1947 e 1963, mentre negli anni settanta, in ossequio alle norme postconciliari, si provvide a costruire il nuovo altare rivolto verso l'assemblea.

## Descrizione

### Esterno
La facciata a capanna della chiesa, rivolta a ponente e in mattoni a faccia vista, è tripartita da quattro paraste, poggianti su alti basamenti e sorreggenti il frontone, presenta al centro il portale d'ingresso, sormontato da un bassorilievo risalente al 1965 e dal timpano triangolare, e un grande finestrone.
Annesso alla parrocchiale è il campanile a base quadrata, la cui cella presenta su ogni lato una monofora ed è coperta dal tetto a quattro falde.

### Interno
L'interno dell'edificio si compone di un'unica navata, sulla quale si affacciano le cappelle laterali e le cui pareti sono scandite da lesene, sorreggenti la cornice sopra cui si imposta la volta a botte; al termine dell'aula si sviluppa il presbiterio, rialzato di alcuni gradini e chiuso dall'abside.
Qui sono conservate diverse opere di pregio, tra le quali la pala che ritrae Madonna col Bambino assieme a San Giacomo e a un altro santo vescovo, dipinta da Bernardino Lanino, e la tela raffigurante la Vergine Assunta incoronata dal Padre Eterno alla presenza di santi e di angeli, eseguita da Giuseppe Giovenone il Giovane.